# Billy Meier

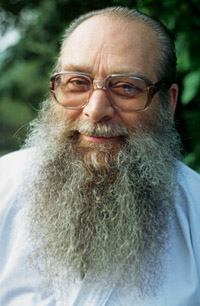
Billy Meier.

Eduard Albert Meier, även känd som Billy Meier (född 3 februari 1937) är en schweizisk medborgare som hävdar att han är i reguljär kontakt med Plejarerna, en utomjordisk civilisation som tidvis är närvarande i vår atmosfär. Enligt Meier liknar Plejarfolket oss människor, eftersom de lång tid tillbaka bodde här på jorden och dessutom hade ansvar för flera processer rörande människans utveckling här.
Meier föddes i Schweiz och växte upp som son till en skomakare. Han säger att hans första kontakt med utomjordingar skedde när han var fem år (1942), då han mötte en gammal man vid namn Sfath (Svat). Mycket av kontakten med Sfath skedde tankemässigt, det vill säga på telepatisk väg, och Meier undervisades i olika ämnen och kom på så sätt att utvecklas mycket fort och långt trots sin låga ålder. Sfath tog också med den unge Meier på resor och sammanförde honom med olika betydelsefulla personer, till exempel Mahatma Gandhi, Haile Selassie m.fl. Dessa personer kände Sfath personligen och de kände även till hans utomjordiska ursprung. Sfath avslöjade aldrig sin härkomst för Meier och kontakten med honom pågick fram till 1953. 
Därefter inleddes en ny kontaktperiod på elva år. Denna gång var det en kvinnlig livsform som hette Asket, som precis på samma sätt som tidigare undervisade Meier. Under denna period reste och arbetade Meier mycket och sammanlagt har han haft över 350 olika yrken och besökt 42 länder. Ett av länderna han besökte och bodde i var Indien, där vittnen från denna tid och plats bekräftar att himmelsfenomen skedde i atmosfären under tiden Meier vistades i byn Ashoka Ashram. Meier har under sina resor lärt känna många kända och prominenta personer, bland annat ska han ha arbetat personligen åt Indiens president Jawaharlal Nehru som detektiv[källa behövs] samt som kurir åt kung Hussein av Jordanien. Han förlorade sin vänstra arm i en bussolycka i Turkiet 1965, och året därefter gifte han sig med sin grekiska fru, som han fick tre barn med. Efter det skulle det dröja ända fram till 1975 då han ska ha fått kontakt igen, återigen med en kvinnlig varelse, den här vid namn Semjase. Kontakten med Semjase 1975 var inledningen på Meiers officiella arbete som kontaktman för Plejarfolket, för att ännu en gång kunna framföra den sanna läran om Skapelsen. De två föregående perioderna av kontakter var enligt honom själv endast en skolningstid inför detta mycket tunga och omfattande uppdrag, som var planerat långt innan han föddes.
Billy Meier är grundare av föreningen FIGU (Freie Interessengemeinschaft für Grenz- und Geisteswissenschaften und Ufologiestudien - Fria Intresseföreningen för Gräns- och andevetenskaper och Ufologiska studier) och känd för sin stora samling av kontroversiella fotografier. Dessa förmodas vara bilder på Plejarernas rymdskepp, som han själv kallar för strålskepp, och som Plejarfolket gav honom tillstånd att fotografera i syfte att framkalla de bästa bevisen på utomjordiskt liv. Bilderna har analyserats i USA där majoriteten av bilderna visar sig vara autentiska, och Meier sägs ha även metallprover[källa behövs] och ljudupptagningar.
Meier har blivit utsatt för över 20 mordförsök, där allt från agenter till skumma personer i svartklädda kostymer har observerats.
Flera källor, bland annat militären Wendelle Stevens, påstod att amerikanska CIA samt Swiss intelligence army var fullt medvetna om att Meiers kontakter skedde på riktigt, men att de försökte förhindra Stevens och andra personer att utreda händelserna kring bevisen.

## Kontakter
Meier hävdar att varelserna som han mött är människor som i huvudsak kommer från en planet som heter Erra. Denna planet sägs ligga bortom stjärnhopen Plejaderna, i en dimension som är en annan rumtid och som är någon bråkdels sekund förskjuten mot vår egen rumtid.

### Semjase
Semjase är namnet på en av de kvinnor som Billy Meier säger sig ha haft flera kontakter med sedan mitten på 1970-talet, dock med vissa avbrott. Deras påstådda kontakter blev början till Billy Meiers i bokform utgivna, detaljerat nedskrivna och numrerade Kontaktblock (Plejadisch-Plejarische Kontaktberichte Block). Semjase sägs även ha genomfört en ljuddemonstration med sitt strålskepp för Billy Meier där han även fick chansen att spela in detta. Ljudet ska ha hörts runt om på kilometers avstånd från platsen där de befann sig.
Man har påpekat att utomjordingen Semjases namn påminner om Samyaza, en figur från fornmytologi som är känd som en ond varelse vars uppdrag det var att krossa Guds rike genom att ge människan kännedom inom ämnen som magi, skrift och teknologi. De som stödjer Meier säger att Semjase och Samyaza är helt olika namn, precis som Daniel och Daniella. Dessutom är Semjase en kvinna, medan Samyaza är en man.

## Kritik
Det som kan kallas bevis i Meiers fall är hans stora samling av fotografier. Samlingen innehåller foton från Schweiz, Apollo-Sojuz rymddockningen och så vidare. Många kritiker anser att dessa fotografier lätt kan förfalskas. Anhängare säger att bilder av dockningen i rymden mellan amerikanska Apollo och ryska Sojuz är av hög kvalitet och att en enarmad man omöjligt skulle kunna förfalska sådana bilder, speciellt inte med tanke på den jämförelsevis enkla och primitiva fotoredigeringsteknik som fanns tillgänglig då. Å andra sidan har prominenta ufologer som Stanton Friedman och Jacques Vallee sagt att bilderna är rena förfalskningarna. Dock har personer, som påstått att Meiers bilder, ljud- och filmsekvenser skulle vara förfalskningar, samt framstående personer inom film- och fotoredigeringsindustrin erbjudits att framställa likadana bilder och filmsekvenser, som de Meier har i sitt arkiv, men utan att ha lyckats med detta.
Många foton är kontroversiella. Meier hävdar att han tagit bilder i sammanhang som tidsresor. Många av fotona verkar vara bilder från science fictionböcker, konstverk och TV-serier. Meier hävdar att dessa bilder är falska, men att olika myndigheter, såsom amerikanska CIA, har förfalskat dem och stämplat dem som "Meier-bilder" för att förlöjliga honom.
Annan kritik inkluderar:
- Fokus och ljus i bilderna ser ut som de ofta blir om man klipper ut bilder och klistrar in dem, samt om man använder modeller i bilderna.
- En bild på utomjordingen Asket är egentligen en bild på en skådespelerska från en TV-show. (Meier har tydligt påpekat att det inte är Asket på bilden men att dessa personer är slående lika varandra till utséendet.)

Ett av de starkaste bevisen mot Meier kommer från en reporter, som säger sig ha hittat negativ på de modeller Meier använder i sina foton. Meier hävdar att det faktiskt är modeller som han ger till utredare i syfte att bevisa att bilderna inte är förfalskade.

## I media

### DVD
- The Meier Contacts: The Key To Our Future Survival (Michael Horn) (2004)
- The Silent Revolution Of Truth (Michael Horn) (2007) (En version textad på svenska utkom 2012.)
- "The Meier Case: It"s Real. Now What Do We Do?" (Michael Horn) (2008)
- "As The Time Fulfills" (Michael & Amy Horn) (2012)
- "And Did They Listen?" (Michael Horn) (2013)